# Équipe de France féminine de handball au Championnat d'Europe 2018
Cet article relate le parcours de l'Équipe de France féminine de handball lors du Championnat d'Europe 2018 organisé en France. Il s'agit de la 10e participation de la France aux Championnats d'Europe. Pays organisateur, la France est directement qualifiée pour la compétition.
Lors du tour préliminaire, à Nancy, l'équipe de France termine à la 2e place de la poule B avec un bilan de deux victoires contre la Slovénie (30-21) et le Monténégro (25-20) et une défaite contre la Russie (23-26). A l'occasion du tour principal, à Nantes, les Bleues se classent deuxième du groupe I après des succès contre le Danemark (29-23) et la Serbie (38-28) ainsi qu'un match nul contre la Suède (21-21).
À Paris, les Bleues éliminent les Pays-Bas (27-21) en demi-finale puis remportent la finale contre la Russie (24-21), prenant leur revanche sur les Russes après leurs défaites lors du match d'ouverture et surtout en finale des Jeux olympiques de Rio.
L'équipe de France remporte son 1er titre de Championnat d'Europe et se qualifie directement pour les Jeux olympiques 2020 à Tokyo.

## Résultats

### Tour préliminaire
La France évolue dans le groupe B à Nancy.
|   | Équipe     | Pts | J | G | N | P | Bp | Bc | Diff | Dép  |
| - | ---------- | --- | - | - | - | - | -- | -- | ---- | ---- |
| 1 | Russie     | 4   | 3 | 2 | 0 | 1 | 77 | 75 | 2    | 2 p. |
| 2 | France     | 4   | 3 | 2 | 0 | 1 | 78 | 67 | 11   | 0 p. |
| 3 | Monténégro | 2   | 3 | 1 | 0 | 2 | 79 | 81 | -2   | 2 p. |
| 4 | Slovénie   | 2   | 3 | 1 | 0 | 2 | 82 | 93 | -11  | 0 p. |

#### Match 1: défaite face à Russie
| 29 novembre 2018 21h00 UTC+01:00 | France          | 23 - 26      | Russie             | Palais des sports Jean-Weille, Nancy (France) Affluence : 5 220 Arbitrage : Ignacio Garcia Serradilla, Andreu Marin |
| 29 novembre 2018 21h00 UTC+01:00 | Orlane Kanor, 6 | (11 - 11)    | Daria Samokhina, 7 | Palais des sports Jean-Weille, Nancy (France) Affluence : 5 220 Arbitrage : Ignacio Garcia Serradilla, Andreu Marin |
| 29 novembre 2018 21h00 UTC+01:00 | ×4 ×5           | Statistiques | ×2 ×4              | Palais des sports Jean-Weille, Nancy (France) Affluence : 5 220 Arbitrage : Ignacio Garcia Serradilla, Andreu Marin |

#### Match 2: victoire face à la Slovénie
| 2 décembre 2018 15h00 UTC+01:00 | Slovénie    | 21 - 30      | France         | Palais des sports Jean-Weille, Nancy (France) Affluence : 5 220 Arbitrage : Alexei Covalciuc, Igor Covalciuc |
| 2 décembre 2018 15h00 UTC+01:00 | Ana Gros, 5 | (8 - 17)     | Grâce Zaadi, 6 | Palais des sports Jean-Weille, Nancy (France) Affluence : 5 220 Arbitrage : Alexei Covalciuc, Igor Covalciuc |
| 2 décembre 2018 15h00 UTC+01:00 | ×2          | Statistiques | ×4 ×2          | Palais des sports Jean-Weille, Nancy (France) Affluence : 5 220 Arbitrage : Alexei Covalciuc, Igor Covalciuc |

#### Match 3: victoire face au Monténégro
| 4 décembre 2018 21h00 UTC+01:00 | France               | 25 - 20      | Monténégro           | Palais des sports Jean-Weille, Nancy (France) Affluence : 5 220 Arbitrage : Péter Horváth, Balázs Marton |
| 4 décembre 2018 21h00 UTC+01:00 | Estelle Nze Minko, 7 | (16 - 8)     | Jovanka Radicevic, 6 | Palais des sports Jean-Weille, Nancy (France) Affluence : 5 220 Arbitrage : Péter Horváth, Balázs Marton |
| 4 décembre 2018 21h00 UTC+01:00 | ×3 ×4                | Statistiques | ×3 ×4                | Palais des sports Jean-Weille, Nancy (France) Affluence : 5 220 Arbitrage : Péter Horváth, Balázs Marton |

### Tour principal
La France évolue dans le groupe I à Nantes.
|   | Équipe     | Pts | J | G | N | P | Bp  | Bc  | Diff | Dép  |
| - | ---------- | --- | - | - | - | - | --- | --- | ---- | ---- |
| 1 | Russie     | 8   | 5 | 4 | 0 | 1 | 141 | 131 | 10   | —    |
| 2 | France     | 7   | 5 | 3 | 1 | 1 | 136 | 118 | 18   | —    |
| 3 | Suède      | 5   | 5 | 2 | 1 | 2 | 139 | 132 | 7    | —    |
| 4 | Danemark   | 4   | 5 | 2 | 0 | 3 | 123 | 143 | -20  | 2 p. |
| 5 | Monténégro | 4   | 5 | 2 | 0 | 3 | 124 | 128 | -4   | 0 p. |
| 6 | Serbie     | 2   | 5 | 1 | 0 | 4 | 131 | 142 | -11  | —    |

#### Match 4: victoire face au Danemark
| 6 décembre 2018 18h00 UTC+01:00 | Danemark      | 23 - 29      | France               | Hall XXL, Nantes (France) Affluence : 5 296 Arbitrage : Dalibor Jurinovic, Marko Mrvica |
| 6 décembre 2018 18h00 UTC+01:00 | Fie Woller, 5 | (11 - 17)    | Estelle Nze Minko, 6 | Hall XXL, Nantes (France) Affluence : 5 296 Arbitrage : Dalibor Jurinovic, Marko Mrvica |
| 6 décembre 2018 18h00 UTC+01:00 | ×3 ×7 ×1      | Statistiques | ×3                   | Hall XXL, Nantes (France) Affluence : 5 296 Arbitrage : Dalibor Jurinovic, Marko Mrvica |

#### Match 5: match nul face à la Suède
| 9 décembre 2018 15h00 UTC+01:00 | Suède               | 21 - 21      | France                 | Hall XXL, Nantes (France) Affluence : 7 241 Arbitrage : Péter Horváth, Balázs Marton |
| 9 décembre 2018 15h00 UTC+01:00 | Isabelle Gulldén, 6 | (14 - 11)    | Alexandra Lacrabère, 5 | Hall XXL, Nantes (France) Affluence : 7 241 Arbitrage : Péter Horváth, Balázs Marton |
| 9 décembre 2018 15h00 UTC+01:00 | ×2 ×1               | Statistiques | ×3                     | Hall XXL, Nantes (France) Affluence : 7 241 Arbitrage : Péter Horváth, Balázs Marton |

#### Match 6: victoire face à la Serbie
| 12 décembre 2018 21h00 UTC+01:00 | Serbie                    | 28 - 38      | France               | Hall XXL, Nantes (France) Affluence : 7 046 Arbitrage : Ignacio Garcia Serradilla, Andreu Marin |
| 12 décembre 2018 21h00 UTC+01:00 | Pop-Lazić et Kovačević, 5 | (14 - 18)    | Estelle Nze Minko, 9 | Hall XXL, Nantes (France) Affluence : 7 046 Arbitrage : Ignacio Garcia Serradilla, Andreu Marin |
| 12 décembre 2018 21h00 UTC+01:00 | ×1 ×2                     | Statistiques | ×1 ×2                | Hall XXL, Nantes (France) Affluence : 7 046 Arbitrage : Ignacio Garcia Serradilla, Andreu Marin |

### Phase finale

#### Demi-finale: victoire face aux Pays-Bas
| 12 décembre 2018 21h00 UTC+01:00 | Pays-Bas        | 21 - 27      | France               | Palais omnisports de Paris-Bercy, Paris 12e (France) Affluence : 12 463 Arbitrage : Ignacio Garcia Serradilla, Andreu Marin |
| 12 décembre 2018 21h00 UTC+01:00 | Lois Abbingh, 7 | (11 - 12)    | Estelle Nze Minko, 6 | Palais omnisports de Paris-Bercy, Paris 12e (France) Affluence : 12 463 Arbitrage : Ignacio Garcia Serradilla, Andreu Marin |
| 12 décembre 2018 21h00 UTC+01:00 | ×2              | Statistiques | ×2 ×3                | Palais omnisports de Paris-Bercy, Paris 12e (France) Affluence : 12 463 Arbitrage : Ignacio Garcia Serradilla, Andreu Marin |

#### Finale: victoire face à la Russie
| 16 décembre 2018 17h30 UTC+01:00 | Russie             | 21 - 24   | France                 | Palais omnisports de Paris-Bercy, Paris 12e (France) Affluence : 14 000 Arbitrage : Karina Christiansen, Line Hesseldal Hansen |
| 16 décembre 2018 17h30 UTC+01:00 | Anna Viakhireva, 7 | (12 - 13) | Alexandra Lacrabère, 6 | Palais omnisports de Paris-Bercy, Paris 12e (France) Affluence : 14 000 Arbitrage : Karina Christiansen, Line Hesseldal Hansen |
| 16 décembre 2018 17h30 UTC+01:00 | ×2 ×3              | Rapport   | ×1 ×2 ×1               | Palais omnisports de Paris-Bercy, Paris 12e (France) Affluence : 14 000 Arbitrage : Karina Christiansen, Line Hesseldal Hansen |

| Russie | France |

| Composition:      |     |    |                           |       |  |
|                   | GB  | 1  | Anna Sedoïkina            | 10/33 |  |
|                   | GB  | 44 | Kira Trusova              | 0/1   |  |
|                   | ALG | 2  | Polina Kouznetsova        | 2/4   |  |
|                   | ARG | 6  | Anna Kochetova            | 0/3   |  |
|                   | DC  | 7  | Daria Dmitrieva           | 5/8   |  |
|                   | ARG | 8  | Anna Sen                  | 3/3   |  |
|                   | ALD | 13 | Anna Viakhireva           | 7/11  |  |
|                   | ALD | 15 | Marina Soudakova          | 0/1   |  |
|                   | ALG | 18 | Daria Samokhina           | 1/2   |  |
|                   | P   | 19 | Ksenia Makeeva            | 1/1   |  |
|                   | DC  | 34 | Elizaveta Malashenko      |       |  |
|                   | ALD | 36 | Iulia Managarova          | 1/1   |  |
|                   | ARG | 39 | Antonina Skorobogatchenko | X     |  |
|                   | P   | 70 | Maïa Petrova              | 1/1   |  |
|                   | DC  | 77 | Iaroslava Frolova         |       |  |
|                   | ARD | 78 | Irina Snopova             |       |  |
| Sélectionneur :   |     |    |                           |       |  |
| Ievgueni Trefilov |     |    |                           |       |  |

| Graphique montrant l'évolution globale du score |                     |       |
| 21/35                                           | Buts marqués        | 24/41 |
| 60%                                             | Réussite aux tirs   | 59%   |
| 5/5                                             | Jets de 7m          | 4/7   |
| 10/34                                           | Arrêts              | 12/33 |
| 29%                                             | Réussite aux arrêts | 36%   |
| 5                                               | Pertes de balle     | 5     |
| 5                                               | Fautes techniques   | 2     |
| 6 min                                           | Suspensions         | 4 min |
| 1                                               | Cartons jaunes      | 2     |
| 0                                               | Cartons rouges      | 1     |

| Composition:      |     |    |                         |      |              |
|                   | GB  | 1  | Laura Glauser           | 4/11 | (0/1 au tir) |
|                   | GB  | 12 | Amandine Leynaud        | 8/21 |              |
|                   | ALD | 4  | Pauline Coatanea        | 1/1  |              |
|                   | ARD | 5  | Camille Ayglon-Saurina  | 2/2  |              |
|                   | DC  | 7  | Allison Pineau          | 2/3  |              |
|                   | P   | 9  | Astride N'Gouan         |      |              |
|                   | DC  | 10 | Grâce Zaadi             | 2/4  |              |
|                   | ALG | 13 | Manon Houette           | 2/2  |              |
|                   | ALG | 17 | Siraba Dembélé Pavlović | 0/3  |              |
|                   | ALD | 20 | Laura Flippes           | 0/2  |              |
|                   | ARG | 21 | Orlane Kanor            | 2/4  |              |
|                   | P   | 24 | Béatrice Edwige         | 2/2  |              |
|                   | P   | 26 | Pauletta Foppa          |      |              |
|                   | DC  | 27 | Estelle Nze Minko       | 4/6  |              |
|                   | ARG | 29 | Gnonsiane Niombla       | 1/2  |              |
|                   | ARD | 64 | Alexandra Lacrabère     | 6/10 |              |
| Sélectionneur :   |     |    |                         |      |              |
| Olivier Krumbholz |     |    |                         |      |              |

| → Légende: ALD: Ailière droite, ALG: Ailière gauche, ARD: Arrière droite, ARG: Arrière gauche, DC: Demi-centre, GB: Gardienne de but, P: Pivot, X: N'a pas joué |

## Statistiques individuelles et collectives

### Joueuses
| No     | Joueuse                | MJ | Buts | Tirs | %Tirs | 7mB | 7mT | %7m  | PD  | Carton jaune | Suspension | Carton rouge | Min. | Min/m | Buts/m | PD/m |
| ------ | ---------------------- | -- | ---- | ---- | ----- | --- | --- | ---- | --- | ------------ | ---------- | ------------ | ---- | ----- | ------ | ---- |
| 27     | Estelle Nze Minko      | 8  | 38   | 46   | 82,6  | 0   | 0   | -    | 16  | 2            | 1          | 0            | 300  | 37,5  | 4,8    | 2,0  |
| 64     | Alexandra Lacrabère    | 8  | 25   | 40   | 62,5  | 9   | 11  | 81,8 | 20  | 0            | 0          | 0            | 248  | 31    | 3,1    | 2,5  |
| 10     | Grâce Zaadi            | 8  | 22   | 37   | 59,5  | 1   | 1   | 100  | 27  | 5            | 3          | 0            | 307  | 38,4  | 2,8    | 3,4  |
| 20     | Laura Flippes          | 8  | 20   | 24   | 83,3  | 0   | 0   | -    | 5   | 1            | 1          | 0            | 275  | 34,4  | 2,5    | 0,6  |
| 13     | Manon Houette          | 8  | 18   | 28   | 64,3  | 0   | 0   | -    | 5   | 0            | 1          | 0            | 231  | 28,9  | 2,3    | 0,6  |
| 21     | Orlane Kanor           | 8  | 17   | 31   | 54,8  | 0   | 0   | -    | 6   | 1            | 2          | 0            | 126  | 15,8  | 2,1    | 0,8  |
| 7      | Allison Pineau         | 8  | 16   | 26   | 61,5  | 14  | 19  | 73,7 | 5   | 4            | 4          | 1            | 167  | 20,9  | 2,0    | 0,6  |
| 17     | Siraba Dembélé         | 8  | 16   | 28   | 57,1  | 0   | 0   | -    | 5   | 0            | 1          | 0            | 252  | 31,5  | 2,0    | 0,6  |
| 4      | Pauline Coatanea       | 8  | 14   | 19   | 73,7  | 0   | 0   | -    | 2   | 1            | 0          | 0            | 240  | 30    | 1,8    | 0,3  |
| 24     | Béatrice Edwige        | 8  | 10   | 14   | 71,4  | 0   | 0   | -    | 6   | 3            | 8          | 0            | 371  | 46,4  | 1,3    | 0,8  |
| 5      | Camille Ayglon-Saurina | 8  | 7    | 15   | 46,7  | 0   | 0   | -    | 10  | 2            | 1          | 0            | 212  | 26,5  | 0,9    | 1,3  |
| 26     | Pauletta Foppa         | 8  | 4    | 6    | 66,7  | 0   | 0   | -    | 0   | 0            | 0          | 0            | 23   | 2,9   | 0,5    | 0,0  |
| 29     | Gnonsiane Niombla      | 3  | 4    | 8    | 50,0  | 0   | 0   | -    | 1   | 0            | 0          | 0            | 23   | 7,7   | 1,3    | 0,3  |
| 9      | Astride N'Gouan        | 8  | 3    | 4    | 75,0  | 0   | 0   | -    | 3   | 0            | 2          | 0            | 85   | 10,6  | 0,4    | 0,4  |
| 14     | Kalidiatou Niakaté     | 5  | 3    | 6    | 50,0  | 0   | 0   | -    | 3   | 0            | 0          | 0            | 36   | 7,2   | 0,6    | 0,6  |
| 12     | Amandine Leynaud (G)   | 8  | 0    | 0    | -     | 0   | 0   | -    | 1   | 0            | 0          | 0            | 274  | 34,3  | 0,0    | 0,1  |
| 1      | Laura Glauser (G)      | 8  | 0    | 1    | 0,0   | 0   | 0   | -    | 2   | 0            | 0          | 0            | 188  | 23,5  | 0,0    | 0,3  |
| Totaux | Totaux                 | 8  | 217  | 333  | 65,2  | 24  | 31  | 77,4 | 117 | 19           | 24         | 1            | 3358 | 419,8 | 27,1   | 14,6 |

### Gardiennes
| No     | Joueuse          | MJ | Arrêts | Tirs | %Arrêts | 7mAr. | 7mTot. | %7m  | Arr./m | Tirs/m | 7mA/m | 7mT/m | Min | Min/m |
| ------ | ---------------- | -- | ------ | ---- | ------- | ----- | ------ | ---- | ------ | ------ | ----- | ----- | --- | ----- |
| 1      | Laura Glauser    | 8  | 41     | 114  | 36,0    | 3     | 16     | 18,8 | 5,1    | 14,3   | 0,4   | 2,0   | 188 | 23,5  |
| 12     | Amandine Leynaud | 8  | 60     | 165  | 36,4    | 4     | 22     | 18,2 | 7,5    | 20,6   | 0,5   | 2,8   | 274 | 34,3  |
| Totaux | Totaux           | 8  | 102    | 283  | 36,0    | 7     | 38     | 18,4 | 12,8   | 35,4   | 0,9   | 4,8   | 462 | 57,8  |

### Collectives
| Statistique                     | Valeur  | Rang |
| ------------------------------- | ------- | ---- |
| Buts marqués                    | 217     | 2e   |
| Buts marqués par match          | 27,1    | 6e   |
| Buts encaissés                  | 181     | 12e  |
| Buts encaissés par match        | 22,6    | 1er  |
| Jets de 7m inscrits             | 24/31   | 7e   |
| Adresse aux jets de 7m          | 77%     | 7e   |
| Buts de champ                   | 193     | 2e   |
| Adresse aux tirs de champ       | 64%     | 1er  |
| Passes décisives                | 117     | 1er  |
| Passes décisives par match      | 14,6    | 7e   |
| Arrêts de gardienne             | 102/283 | 2e   |
| Arrêts de gardienne par match   | 12,8    | 2e   |
| Réussite des gardiennes         | 36%     | 2e   |
| Arrêts sur jets de 7m           | 7/38    | 4e   |
| Arrêts sur jets de 7m par match | 0,9     | 6e   |
| Réussite sur jets de 7m         | 18%     | 8e   |